# Wet the Bed
"Wet the Bed" é uma canção do cantor americano Chris Brown com participação do rapper americano Ludacris, e que faz parte de seu quarto álbum de estúdio F.A.M.E, lançado em 2011. Foi escrita por Brown, Kevin McCall, Sevyn Streeter e Christopher Bridges, e produzida por Bigg D. Liricamente, Wet the Bed é uma música explicita e de tema sexual, que mostra Brown e Ludacris mostrando seus desejos e maneiras de deixar uma mulher satisfeita através de metáforas.
Foi lançado como single e enviada as rádios americanas em setembro de 2011 e recebeu o certificado de platina por um milhão de cópias vendidas no país em 2019.

## Paradas
| Chart (2011)                                 | Peak position |
| -------------------------------------------- | ------------- |
| Estados Unidos (Billboard Hot 100)           | 77            |
| Estados Unidos (Billboard R&B/Hip-Hop Songs) | 6             |
| Estados Unidos (Billboard Rhythmic)          | 39            |

## Certificações
| País           | Providente | Certificação |
| -------------- | ---------- | ------------ |
| Estados Unidos | RIAA       | Platina      |